# 伊朗—美國關係
自1980年以來，伊朗與美國沒有正式的外交關係。
巴基斯坦是伊朗在美國的利益代表國，而瑞士則是美國在伊朗的利益代表國。伊朗在巴基斯坦駐美大使館內設置有代表伊朗在美利益的機構，而美國在瑞士駐伊朗大使館內設置有代表美國在伊朗利益的機構。2018年，伊朗規定禁止再與美國進行直接對話。
兩國之間的關係始於19世紀中後期，伊朗這個國家在卡扎爾王朝時期被命名為波斯。
1980年4月7日，时任美国总统吉米·卡特宣布和伊朗断交，两国关系全面凍結。關於兩國關係降溫的原因，意見不一。伊朗的解釋包括一切，一方面是伊斯蘭革命之間自然而不可避免的衝突，另一方面是美國自大和對全球霸權的渴望。其他解釋包括伊朗政府需要外部矛盾提供藉口，以對國內民主力量的鎮壓，並將政府與其忠實選民聯繫在一起。美國將關係的惡化歸因於1979-81年自伊斯蘭革命以來，包含伊朗人質危機、伊朗屢次侵犯人權，以及它在中東的影響力日益增強。
2018年，特朗普政府退出了核協議，並重新實施了制裁。自那時以來，美國和伊朗之間的關係全面惡化，兩國在2019年－2022年波斯灣危機接近衝突。
根據2013年BBC世界服務調查，5%的美國人對伊朗正面看待，87%的美國人對伊朗負面看待，這是世界上所有國家或地區中，對伊朗最不好、最消極的看法。根據IranPoll的一項2019年調查，有13%的伊朗人對美國持贊成態度，而86%的伊朗人對美國持反對態度。根據皮尤2018年的民意調查，39%的美國人認為限制伊朗的權力和影響應該是外交政策的首要任務。當兩國有相同的目標時，例如擊退遜尼派武裝分子，關係往往會有所改善。

## 國家比較
|            | 伊朗                                             | 美國                                   |
| ---------- | ------------------------------------------------ | -------------------------------------- |
| 國旗       | 伊朗                                             | 美国                                   |
| 國徽       |                                                  |                                        |
| 人口       | 80,233,600                                       | 327,167,434                            |
| 面積       | 1,648,195 km2（636,372 sq mi）                   | 9,857,306 km2（3,805,927 sq mi）       |
| 人口密度   | 48/km2 (124/平方英里)                            | 32.8/km2 (85/平方英里)                 |
| 首都       | 德黑蘭                                           | 華盛頓哥倫比亞特區                     |
| 最大城市   | 德黑蘭                                           | 紐約                                   |
| 政府       | 單一制 神權政治 伊斯蘭共和國                     | 聯邦主義 總統制 共和立憲制             |
| 當前領袖   | 伊朗最高領袖 阿里·哈梅內伊                       | 美國總統 唐纳德·特朗普                 |
| 官方語言   | 波斯語                                           | 英語                                   |
| 人口成長   | 1.1%                                             | 0.7%                                   |
| GDP (名義) | $4055.40億 ($5,193 平均每人)                     | $20.66萬億 ($62,518 平均每人)          |
| 主要宗教   | 什葉派 90–95% 遜尼派 4–8% 基督教 1% 猶太教 0.9%. | 基督教 73%, 无宗教 21.3%, 犹太教 2.1%. |
| GDP (PPP)  | $9744.06 億美元（平均每人$12,478）               | $20.66 兆美元(平均每人$62,518)         |
| 軍事預算   | $147 億美元                                      | $1.6 兆美元                            |

## 早期
1953年8月，美國和英國的情報部門共同策劃了推翻伊朗首相穆罕默德·摩萨台的軍事政變。

## 1979年發生的伊斯蘭革命
1979年伊斯蘭革命中，親美的巴列維國王被反美領袖魯霍拉·穆薩維·何梅尼推翻。這震驚了美國政府，因為國務院和情報機構持續低估了此次騷亂的規模和長期影響。中情局在革命達到最終高潮六個月前的報告中稱：「伊朗並沒有處在發生或即將發生革命的事態中」
參與革命的學生團體害怕美國政府，特別是中央情報局企圖推翻伊朗人創建的新政權。這種擔憂的其中一個來源是中情局特工小科米特．羅斯福（英語：Kermit Roosevelt Jr.）的著作《反政變：伊朗控制權之爭》。許多學生團體閱讀這本書的摘錄，並且認為中情局企圖正實施這種反政變戰略。
掌握政權後，何梅尼將美國稱為「大惡魔」，撤換了前政權巴列維國王所認命的總理，並由溫和派政治家梅赫迪·巴扎尔根(英語：Mehdi Bazargan)取代。在此之前，卡特政府仍希望維持與伊朗的正常外交關係，並向其派遣國家安全顧問兹比格涅夫·布列津斯基（英語：Zbigniew Brzezinski）。
伊斯蘭革命政府期望著能引渡和處決被推翻的巴列維國王，因為卡特特府拒絕了向巴列維國王提供近一步的支持和幫助他回復政權。巴列維此時患有末期癌症，請求入境美國以尋求治療。美國駐德黑蘭大使館反對這一請求，因為他們打算穩定美國和臨時革命政府之間的關係。然而，卡特總統在受到來自亨利·季辛吉、納爾遜·洛克斐勒和其他支持巴列維的政治人物給予的嚴峻政治壓力下，同意了其入境請求。伊朗人愈來愈懷疑巴列維正實際嘗試阻止伊斯蘭革命。此次事件經常被伊朗革命人士用來證實前政權確實是美國政府的傀儡，並最終導致了與何梅尼同盟的激進派學生團體衝進美國大使館的騷亂。

## 克林頓政府時期
1995年3月，美国总统克林顿指责伊朗支持恐怖主义和尋求拥有核武器，並签署制裁伊朗的第12957号行政令。

## 川普政府首個任期时期
2017年－2021年由于共和党对伊朗的敌视态度和川普总统对核协议缺陷的不满，美伊关系急剧恶化。

### 革命衛隊爭端
由於伊朗革命衛隊自身的性質，使得其成為一個以某種政治意識形態為推動力的準軍事組織，並且使得其控制力得以深入社會的各個阶层。因此，革命衛隊不可避免地捲入伊朗政府与異見人士的相關風波之中。2019年4月8日，美國政府及以色列政府把伊朗伊斯兰革命卫队列為恐怖組織。
伊朗最高国家安全委员会對此迅速作出回应，宣布将美国中央司令部列为“恐怖组织”。

### 2019年緊張局勢升級

#### 伊朗擊落無人機
2019年6月，一艘美軍的RQ-4全球鷹偵察機被伊朗防空系統擊落。美方聲稱無人機並未進入伊朗領空，但伊朗聲稱無人機進入了霍爾木茲海峽附近的伊朗領空。其後英國扣留伊朗船隻，使得伊朗與西方關係更為緊張，同年8月英國釋放伊朗船隻，美國要求曾要求英方繼續扣留伊朗船隻，但被英方駁回。
7月18日，根據五角大樓的說詞，USS Boxer (LHD-4)採取針對曾與在波斯灣的船隻約千碼（910米）封閉的伊朗無人駕駛飛機防守動作和卡住的無人駕駛飛機，才導致飛機擊落的。
2019年11月15日，伊朗當局提高了平民的石油價格，並實施了嚴格的配給規則。汽油價格上漲了50％，即每升10,000里亞爾升至每升15,000里亞爾，導致全國各地爆發了暴力抗議活動。抗議者開始要求哈桑·魯哈尼總統下台。而伊朗稱這個示威為是「美國造成的」。

#### 2020年巴格達國際機場空襲
2020年1月3日，美軍对在巴格达国际机场附近行进的车队发起无人机空袭，炸死10名乘客，包括伊朗伊斯兰革命卫队和聖城軍指挥官卡西姆·蘇萊曼尼少将，伊朗揚言「復仇」並反炸美軍基地，使得雙方關係掉到冰點。1月10日，美国财政部宣布制裁伊朗8名高官和矿业公司等。

### 伊朗抗議幾天後新的語言交流
在經歷了數天的反政府抗議活動後，2020年1月17日，哈梅內伊在德黑蘭主麻日八年後再次露面，重申了他對美國和其他西方國家的威脅。唐納德·特朗普在推文中回應說，哈梅內伊“應該對他的話非常小心！”。

### 之後的局勢變化
美國總統唐納德·特朗普表示，他願意向伊朗提供諸如呼吸機等冠狀病毒的援助，以幫助應對COVID-19大流行。但伊朗對此拒絕。
2020年5月，美国国务卿迈克·蓬佩奧以侵犯人权为由制裁伊朗内政部长和其他11名伊朗官员。
2020年7月23日，美军战机对伊朗马汉航空一架客机进行了拦截，导致多名乘客受伤。

2020年9月21日，美國宣布對27個支持伊朗的實體实施制裁。
2020年10月8日，美国政府宣布对伊朗18家银行实施制裁。
2020年10月22日，美国以干预美國总统选举為由對五个伊朗组织實施制裁。11月18日，美国对多名伊朗官员和多个实体实施制裁。

### 美國總統選舉和拜登即將上任
11月27日，伊朗核子科學家法里札德，在首都德黑蘭在沒有現場嫌疑人的情形下遭突襲身亡，引發國際社會高度關注，因為法里札德是伊朗核子發展的關鍵人物，德黑蘭當局指控這是恐怖暗殺，揚言將展開報復。目前尚不清楚是誰發動攻擊，不過伊朗外長沙立夫推文暗示，以色列在幕後策畫這起暗殺行動，聯合國秘書長古特雷斯已經呼籲各方克制保持冷靜。也有人認為是川普意圖刁難喬·拜登的舉動。
川普支持者為推翻總統選舉結果而發生2021年冲击美国国会大厦事件，伊朗總統魯哈尼表示，美國國會遭衝擊顯示了西方民主的脆弱性。2021年1月13日，美国财政部宣佈对伊朗最高领导人哈梅内伊名下的两家基金组织、组织领导人和分支机构进行制裁。

## 特朗普政府第二个任期时期
2025年6月22日，特朗普下令美国空军和海军对伊朗的福尔多燃料浓缩厂、納坦茲核設施和伊斯法罕城市发动美国袭击伊朗核设施，标志着美国正式介入以色列与伊朗的冲突。

## 拜登政府時期
2021年3月6日，美国总统拜登延长12957号行政命令。
2021年2月26日，美國軍方對包括真主党旅在內的伊朗支持的敘利亞民兵發動了一系列空襲。
2021年6月22日，美国司法部宣布使用美國境內域名服務的33个由伊朗伊斯兰广播与电视联盟 (IRTVU) 运营的网站和3个由什叶派武装组织“真主旅”运营的网站被关闭。
2021年9月3日，美国以伊朗试图绑架一名美国记者為由宣佈对4名伊朗情报人员实施制裁。
2021年11月3日，伊朗多家媒體披露美国曾在阿曼湾拦截一艘载有伊朗出口石油的油轮，并把石油货物转移至另一艘油轮，還要求油轮驶入不明目的地。伊朗海军随后逼迫油轮駛入伊朗领海。美军随即出动多架直升机和军舰进行追击，但未能使得油輪轉向。11月4日，伊朗800个城市爆發反美遊行，紀念伊朗人質事件爆發42週年。
2021年12月7日，美国司法部发表声明宣布，美国政府出售了该国海军在阿拉伯海水域没收的一批伊朗石油产品。此次卖出的石油总量超过110万桶，获利近2670万美元。
2022年1月和4月，伊朗兩次制裁美國人。7月16日，伊朗宣佈将包括美国前国务卿蓬佩奥、美国前总统国家安全事务助理博尔顿等在内的61名美国人列入制裁名单，
2022年8月30日，伊朗伊斯蘭革命衛隊海軍控制了一艘美國無人艇，之後放還了該艇。9月1日，伊朗海軍在紅海海域再度扣押兩艘美軍無人艇，之後同樣予以放行。
2023年3月30日，国际法院法官裁定，美國法院非法冻结一些伊朗公司的资产，并命令美国支付赔偿金。但国际法院也表示，它对伊朗央行被冻结的17.5亿美元资产没有管辖权。
2023年7月5日，美国海军指责伊朗试图在霍尔木兹海峡附近的阿曼湾扣押两艘油轮，并表示美国海军挫败了这次行动。伊朗军方消息人士否认伊朗船只试图在霍尔木兹海峡附近扣押两艘油轮。
2023年8月11日，伊朗和美国达成囚犯交换协议，伊朗和美國互換5名在押囚犯。伊朗还将获得使用60亿美元冻结资产的许可。
2023年9月18日，美国政府在伊朗政府释放五名被关押在伊朗的美国人后，宣布将对伊朗前总统艾哈迈迪·内贾德和伊朗情报部进行制裁。
2024年1月11日，伊朗海军在阿曼海扣押了一艘美国油轮。伊朗方面指控2023年該油輪將伊朗石油移交给美国。
2024年4月23日，美国财政部指控2家伊朗公司和4名个体發動網絡攻擊，並對這些實體实施制裁。

## 川普政府第二個任期時期
2025年2月4日，特朗普表示，他已經指示他的顧問，若伊朗暗殺他，就消滅伊朗，他同日簽署行政命令，以對伊朗「極限施壓」。特朗普呼籲伊朗就核和平協議進行談判。在2月7日的祈禱中，伊朗最高精神領袖哈梅內伊拒絕談判，並稱伊朗政府不會與美國達成協議。3月，哈梅內伊稱，他不打算與特朗普進行談判，伊斯蘭革命衛隊聲言將以軍用毀滅性手段摧毀美國軍隊。3月17日，特朗普表示，伊朗需要為胡塞武裝的行為負起完全責任。4月9日，特朗普政府对伊朗境内被控支持伊朗核计划的五个实体和一名个人實施制裁。

## 其他

### 簽證

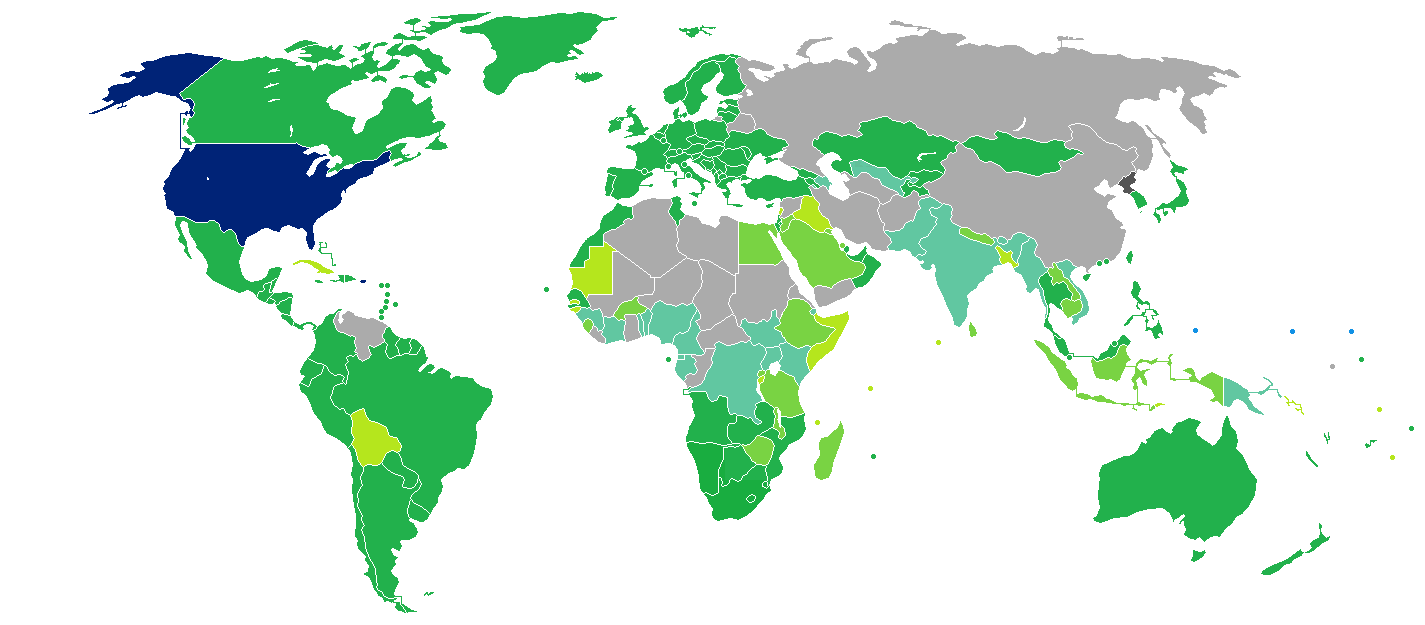
持美国護照的美国公民必须申请簽證方可入境伊朗。

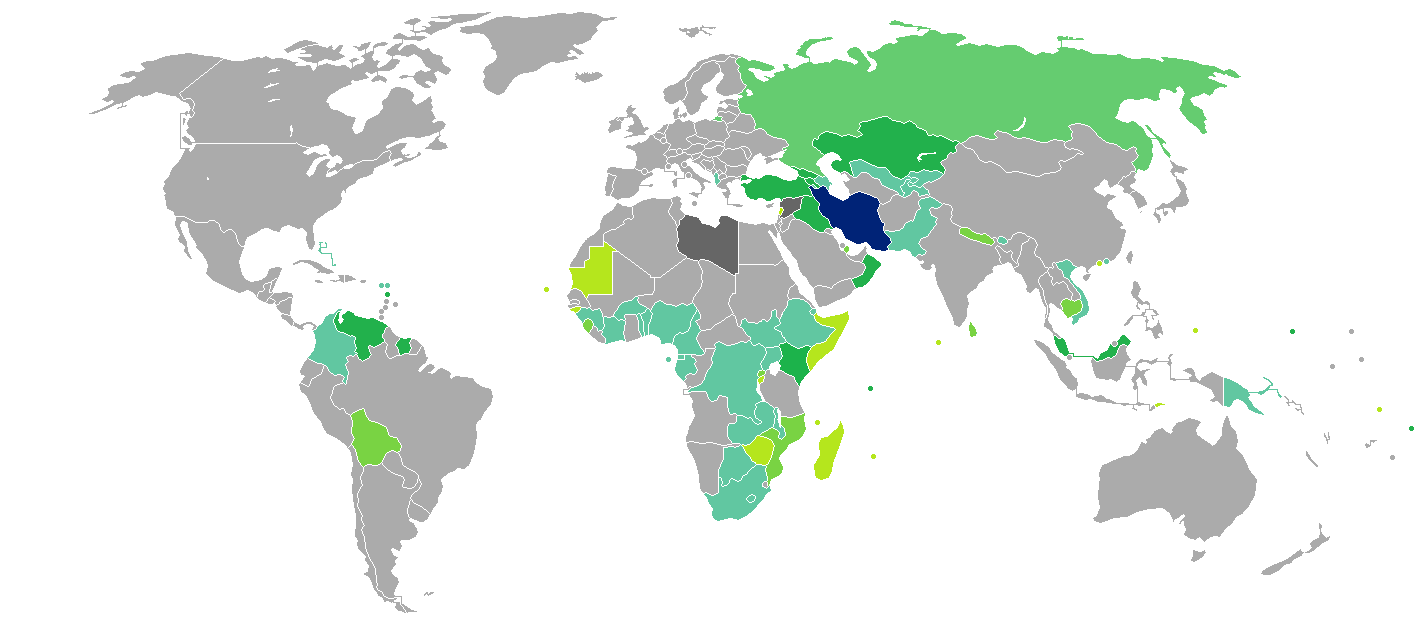
持伊朗護照的伊朗公民必须申请簽證方可入境美国。

两国公民均需申请签证方可入境对方国家，美国目前禁止伊朗公民办理移民和非移民签证（F、M、J签证除外）入境美国，美国公民入境伊朗亦需提前办理签证，根据伊朗政府规定，美国公民在入境伊朗后，必须有经伊朗政府授权的向导全程陪同。

## 另見
- 1979年後的伊朗與美國關係
- 美國伊朗理事會
- 美國對伊朗的軍事行動
- 美國對伊朗的國家緊急狀態
- 伊朗核問題全面協議